# Snooker

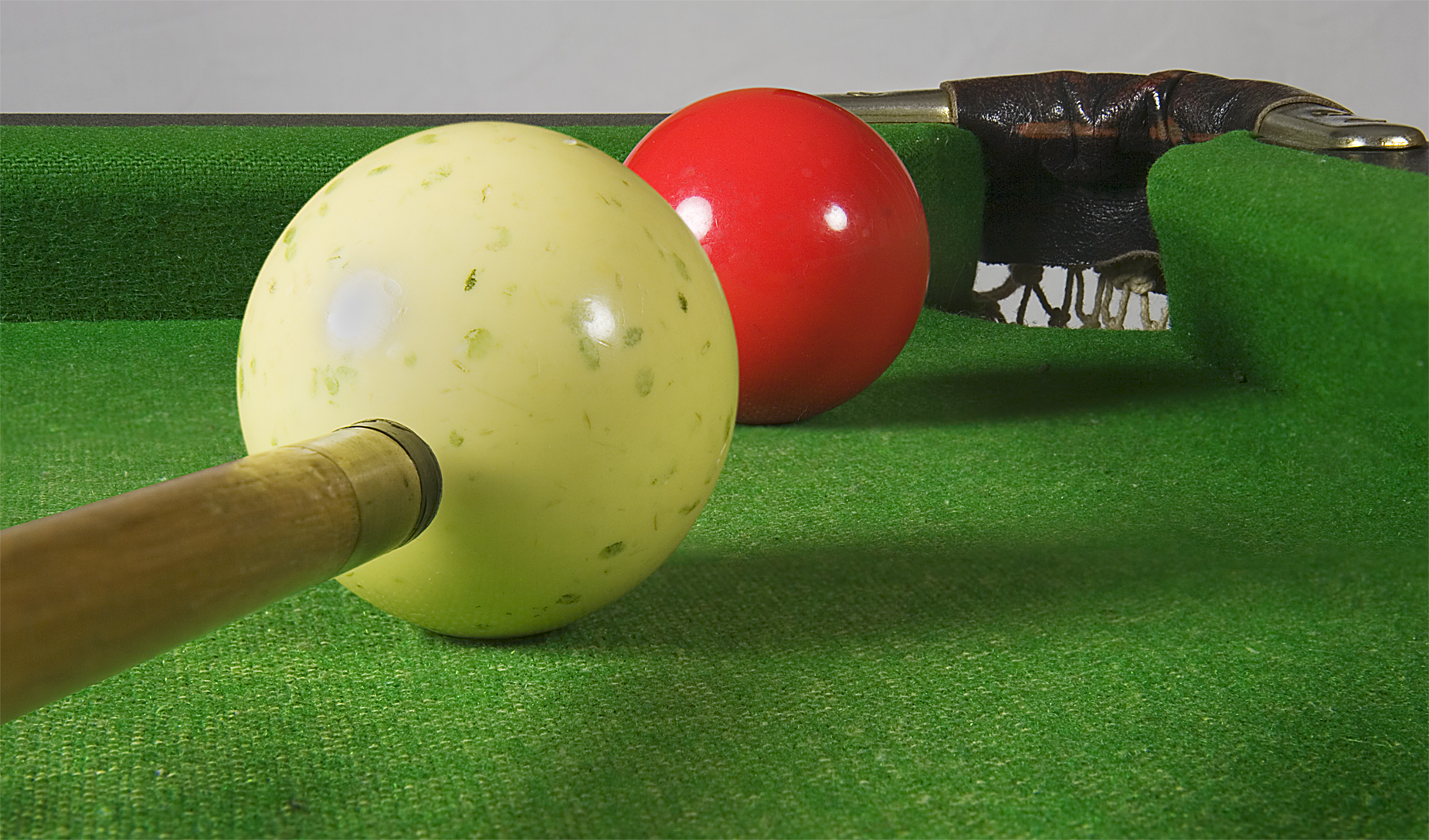
Snooker, druh kulečníkové (neboli biliárové) hry

Snooker je kulečníková hra. Její název je odvozen od označení jednoho druhu obtížné situace na stole (podrobněji v podkapitole Taktika a způsob hry). Nejpopulárnější je v zemích Commonwealthu a na Dálném východě.

## Základní pravidla

Počáteční rozmístění koulí na stole

### Průběh zápasu
Snooker se hraje na stole o rozměrech 1,83 na 3,66 metru s patnácti červenými a jednou žlutou, zelenou, hnědou, modrou, růžovou, černou a bílou koulí, do které se hraje tágem. Proti sobě hrají vždy pouze dva soupeři. Zápas se hraje do doby, než některý z hráčů vyhraje smluvený počet partií – tzv. framů (anglicky frame). Na rozdíl od jiných sportů se však někdy využívá tradiční zápis, při kterém se v závorce uvádí maximální možný počet framů v zápase a nikoliv do kolika vítězných framů se hraje. Pokud se tedy hraje např. na pět vítězných framů, v zápise je uvedeno v závorce číslo 9.

### Průběh hry
Hráči hrají tágem vždy jen do bílé koule. Frame se zahajuje strkem z rozstřelového pole, které má tvar půlkruhu a nachází se na opačné straně stolu než červené koule. Když hráč přichází ke stolu, začíná svůj náběh (angl. break), má povinnost trefit bílou koulí vždy nejméně bodovanou kouli na stole, většinou tedy kouli červenou. Pokud hráč červenou svým strkem potopí (trefí do kapsy), pokračuje dále na některou kouli jiné barvy (tzv. barevnou kouli), kterou si vybere. Taková barevná koule se po potopení vrací zpátky na stůl na bod, který jí přísluší v základním rozestavení (je-li její bod obsazen, vrací se na jiný volný bod; jsou-li všechny body obsazeny, vrací se co nejblíže svému počátečnímu bodu), a hráč musí hrát opět na červenou, dokud je některá červená koule ještě na stole. Červené koule vždy zůstávají v kapsách. V případě, že hráč svým strkem kouli regulérně nepotopí, končí jeho náběh, opouští stůl a na řadě je jeho soupeř. Pokud hráči při pokusu o potopení některé koule spadne do kapsy ještě koule jiná, jedná se o chybu (viz dále). Výjimkou je pouze potopení dvou a více červených koulí při strku na červenou. V takovém případě dostane bod za každou potopenou červenou a pokračuje standardně hrou na jednu barevnou. Oběma hráčům se za potopené koule počítají body, a to následovně:
- červená koule – 1 bod
- žlutá koule – 2 body
- zelená koule – 3 body
- hnědá koule – 4 body
- modrá koule – 5 bodů
- růžová koule – 6 bodů
- černá koule – 7 bodů

Ve chvíli, kdy některý z hráčů potopí poslední červenou kouli, má právo hrát ještě na jednu barevnou, která se v případě potopení do kapsy vrací na stůl. Od té doby už se barevné koule na stůl nevrací a následuje fáze hry zvaná barevná dohrávka. Hráči musí hrát vždy na nejméně bodovanou kouli na stole (tedy v pořadí žlutá, zelená, hnědá, modrá, růžová, černá). Frame končí v okamžiku, kdy jsou potopeny všechny koule nebo když na stole zbývá jen koule černá a bodový rozdíl mezi hráči je větší než 7. Dalším možným způsobem ukončení partie je vzdání partie jedním z hráčů. Vítězem je hráč, který získal větší počet bodů, resp. ten, který se nevzdal.
Ke zvláštnímu způsobu zakončení framu dochází v situaci, kdy po potopení poslední černé koule je bodové skóre hráčů nerozhodné. Pak dochází k tzv. přenastavení černé koule a hráči se střídají do doby, kdy jeden z nich černou kouli regulérně potopí nebo naopak fauluje.
Pokud je situace na stole taková, že se hraje na jistotu, žádný z hráčů nemá odvahu k těžšímu strku, pozice zůstává delší dobu přibližně stejná a bodový rozdíl mezi hráči není výrazný, mohou se domluvit na přenastavení framu; současně se vynulují dosud získané body ve framu.

### Chyby
Když se hráč dopustí chyby (faulu), jeho soupeři se přičte určitý počet bodů – standardně čtyři. Při hře na barevnou kouli vyšší hodnoty než čtyři se přičítá bodová hodnota dané koule. To platí i v případě, že hráč hraje na červenou kouli, ale jako první zasáhne některou barevnou. Chybou je také potopení bílé koule, potopení jiné koule (pokud se hraje na červenou, není chybou potopení více červených koulí zároveň, hráč se však zbytečně připravuje o body za barevné koule), pád koule ze stolu, dotek koule oděvu nebo tělem, dotek jiné koule tágem apod.
V případě faulu jednoho soupeře má jeho protihráč vždy možnost vybrat si ze dvou pokračování: buď bude sám hrát z pozice vzniklé na stole, nebo nechá z této pozice hrát znovu soupeře. Zvláštním případem je tzv. foul and the miss, při kterém může požádat rozhodčího o přenastavení pozice do stavu před strkem a chybující hráč svůj strk opakuje. Foul and the miss se nehlásí, pokud chybuje vedoucí hráč v situaci, kdy bodový rozdíl je větší než počet bodů, které na stole zbývají, a prohrávající hráč tak potřebuje získat body za chyby soupeře. Po potopení bíle koule má soupeř možnost ji umístit kamkoliv do rozstřelového pole.
Pokud po soupeřově faulu nevidí hráč z obou stran na žádnou kouli, kterou může podle pravidel hrát, je hlášen free ball a hráč může některou z barevných koulí odehrát, jako by byla červená (tedy za 1 bod, s tím rozdílem, že se tato náhradní koule po případném potopení vrací na stůl), a po ní ještě barevnou.
V případě, že se hráč opakovaně dopouští faulu, aniž by pozice na stole hru s faulem vynucovala (typicky např. při hře na jistotu, kdy hráč na některou kouli vidí a přesto hraje z taktických důvodů o mantinel), může být po předchozím varování od rozhodčího vítězství ve framu přiřknuto soupeři.

## Taktika a způsob hry
Vzhledem k velkým rozměrům stolu a zaoblení mantinelů u kapes je potápění koulí ve snookeru velmi obtížné. Z toho důvodu se často hrají tzv. strky na jistotu (angl. safety shot), kdy hráč zamýšlí nikoli potopit kouli do díry, ale zahrát tak, aby po skončení strku měl jeho protihráč co nejvíce znesnadněnou pozici a byl tak donucen hrát obtížný strk a dopustit se chyby. Z tohoto způsobu hry vznikl i název hry – snooker, který označuje pozici, kdy hráč, který je na řadě, nemá přímo volnou cestu na kouli, kterou musí zasáhnout, a je tak nucen hrát jiným způsobem (o mantinel nebo obloučkem).

## Touching Ball
Pokud hráč, který je právě u stolu, odehraje kouli a situace skončí tím, že bílá se dotýká s kteroukoliv jinou koulí, je hlášen rozhodčím touching ball. Pokud je koule červená a hráč musí v danou chvíli červené hrát, tato koule se hrát nesmí a standardně se hráč snaží o tzv. snooker, tedy skrytí bílé za barevné pro ztížení situace protihráči. Stejně je to i u barevných koulí, dotýkající se barva se nesmí hrát a také se praktikuje snooker.

## Zaznamenávání náběhů
Vzhledem k vysoké obtížnosti potápění koulí se do statistik zaznamenávají i bodově vysoké náběhy (breaky) jednotlivých hráčů. Uvádí se jednak náběhy větší než 50 bodů a poté náběhy větší než 100 bodů – tzv. century breaks. Maximálním možným náběhem je 147 bodů (tzn. všech 15 červených koulí je zkombinováno pouze s černou koulí a poté jsou úspěšně potopeny i zbylé barevné koule). Teoreticky je možné zahrát až 155 bodů, pokud náběh začíná po chybě soupeře tzv. free ballem, ale jako maximum se většinou udává 147, neboť to lze zahrát vždy i bez „pomoci“ soupeře v podobě faulu. V turnajích se vedle ocenění za celkové umístění zpravidla vypisuje i cena za nejvyšší náběh. Maximální náběh (tedy 147, případně 155) je většinou oceněn ještě zvlášť (např. při mistrovství světa za něj odměna činí 147 tisíc liber oproti 10 tisícům liber za běžný nejvyšší náběh).
K 11.10.2024 měl nejvíce century breaks na svém kontě Ronnie O'Sullivan (1272). Více než jeden maximální náběh dokázalo během kariéry zahrát 9 hráčů, nejvíce pak Ronnie O'Sullivan (15), John Higgins (13) a Stephen Hendry (11). Celkový počet zahraných 147 v historii je pak 206.

## Fair play
O snookeru se často hovoří jako o hře gentlemanů. Je totiž obvyklé, že hráči, ačkoli jsou ve hře soupeři, se sami přiznají k vlastní chybě, i když si jí rozhodčí nevšimne (například se částí tága při tempování dotkne jiné koule než bílé).

## Známí aktivní hráči
- Ronnie O'Sullivan
- John Higgins
- Neil Robertson
- Mark Selby
- Mark Williams
- Judd Trump
- Stuart Bingham
- Shaun Murphy
- Mark Allen
- Hossein Vafaei
- Allister Carter
- Luca Brecel
- Si Jiahui
- Barry Hawkins
- Chris Wakelin
- Jack Lisowski
- Ding Junhui
- Marco Fu
- Ryan Day
- Amir Sarkhosh
- Joe O'Connor
- Ding Junhui

## Bodované turnaje
Většina bodovaných turnajů se odehrává ve Velké Británii, poněvadž většina hráčů odtamtud pochází.
- Mistrovství světa
- UK Championship
- Wuhan Open
- Xi'ian Grand Prix
- Saudi Arabia Masters
- Northern Ireland Open
- Welsh Open
- Scottish Open
- English Open
- British Open
- World Open
- German Masters
- International Championship
- Players Championship
- Tour Championship
- Shoot-out
- World Grand Prix

Podle bodů získaných za umístění v bodovaných turnajích se po skončení sezóny sestaví žebříček hráčů (v žebříčku jsou započítány body za poslední dvě sezóny), který je rozhodující pro nasazování hráčů do turnajů.

## Prvních 16 hráčů ve světovém žebříčku
1. Judd Trump
2. Kyren Wilson
3. Mark Allen
4. Mark Selby
5. Ronnie O'Sullivan
6. Luca Brecel
7. Mark Williams
8. Shaun Murphy
9. Junhui Ding
10. Zhang Anda
11. Ali Carter
12. Gary Wilson
13. Si Jiahui
14. John Higgins
15. Jak Jones
16. Neil Robertson

(Žebříček se vztahuje k datu 13. 10. 2024)

## Zajímavosti
Zvuky šťouchu byly v minulosti použity jako zvukové efekty úderu ve starších westernech (např. Malý unavený Joe).